# フレンズ (第4シーズン)
デヴィッド・クレーンとマルタ・カウフマン発案によるアメリカ合衆国のシットコム『フレンズ』の第4シーズンは、1997年9月25日にNBCで放送が始まった。『フレンズ』はブライト/カウフマン/クレーン・プロダクションズによりワーナー・ブラザース・テレビジョンの協力の下で製作された。第4シーズンは全24話構成であり、1998年5月7日に最終回を迎えた。

## キャストとキャラクター
| - レイチェル・グリーン - ジェニファー・アニストン - モニカ・ゲラー - コートニー・コックス - フィービー・ブッフェ - リサ・クドロー - ジョーイ・トリビアーニ - マット・ルブランク - チャンドラー・ビング - マシュー・ペリー - ロス・ゲラー - デヴィッド・シュワイマー - ケイティ - パジェット・ブリュースター - エミリー・ウォルサム - ヘレン・バクセンデイル - ジョシュア・バーギン - テイト・ドノヴァン - フランク・ブッフェ・Jr - ジョヴァンニ・リビシ - アリス・ナイト - デブラ・ジョー・ラップ - ジョアンナ - アリソン・ラプラカ - トリーガーさん - マイク・ハガティ - ガンター - ジェームズ・マイケル・タイラー - フィービー・アボット - テリー・ガー - ソフィー - ローラ・ディーン - マージョリー - クリスティーナ・ムーア | - ジャニス・リットマン - マギー・フィーラー - ジャック・ゲラー - エリオット・グールド - ジュディ・ゲラー - クリスティナ・ピックルズ - リック - ジェイソン・ブルックス - ティム・バーク - マイケル・ヴァルタン - 百科事典のセールスマン - ペン・ジレット - 飛行機の紳士 - ヒュー・ローリー - アマンダ - ローラ・ステップ - チップ・マシューズ - ダン・ゴーシャー - シェリル - レベッカ・ローミン - アレサンドロ - テイラー・ネグロン - ロンダ - シェリー・シェパード - スティーヴン・ウォルサム - トム・コンティ - アンドレア・ウォルサム - ジェニファー・ソーンダース - 家政婦 - ジューン・ウィットフィールド - フェリシティ - オリヴィア・ウィリアムズ - チケット係 - ジェーン・カー - 電車の女性 - シャノン・モーリーン・ブラウン - 本人役 - セーラ・ファーガソン - 本人役 - チャールトン・ヘストン |

## エピソード
| 通算 話数 | シーズン 話数 | タイトル                                                                  | 監督                         | 脚本 | 放送日         | 製作 番号    | US視聴者数 (百万人) |
| --- | ------------- | ------------------------------------------------------------------------- | ---------------------------- | --- | -------------- | ------------ | ------------------- |
| 74 | 1             | "渚でロスとレイチェル・・・その後" "The One with the Jellyfish"           | シェリー・ジェンセン         | ウィル・カルフーン | 1997年9月25日  | 466601       | 29.4                |
| ロスはボニーと別れてレイチェルを選ぶが彼女の理不尽な要求に激怒する。フィービーはフィービー・アボットから正体を明かされて激怒する。クラゲに刺されたモニカはチャンドラーの尿で応急処置をする。 |               |                                                                           |                              | |                |              |                     |
| 75 | 2             | "迷い猫に母の魂?!" "The One with the Cat"                                 | シェリー・ジェンセン         | ジル・コンドン & エイミー・トゥーミン                                                                                       | 1997年10月2日  | 466602       | 25.5                |
| モニカはレイチェルの高校時代のデート相手から誘われる。チャンドラーはジョーイが作った大きすぎる棚を売らせる。フィービーは拾った猫に自殺した母親の魂が憑依していると主張して大喜びする。 |               |                                                                           |                              | |                |              |                     |
| 76 | 3             | "チャンドラー監禁" "The One with the Cuffs"                               | ピーター・ボナーズ           | セス・カーランド | 1997年10月9日  | 466603       | 24.0                |
| ジョーイは訪問販売員から百科事典を勧められる。モニカは母親からケータリングの仕事を任されるが、彼女の言動に失望する。チャンドラーはレイチェルの上司のジョアンナと関係を持ち、彼女のオフィスに閉じ込められてしまう。 |               |                                                                           |                              | |                |              |                     |
| 77 | 4             | "ジョーイのShall We ダンス?" "The One with the Ballroom Dancing"          | ゲイル・マンキューソ         | テッド・コーエン & アンドリュー・ライヒ                                                                                     | 1997年10月16日 | 466604       | 24.3                |
| フィービーは魅力的なマッサージ客を相手に自制するのに苦労する。チャンドラーはジムを辞める際にロスに助けを求める。ジョーイは管理人のトリガーさんがレイチェルを泣かしたことを知り、彼に抗議する。 |               |                                                                           |                              | |                |              |                     |
| 78 | 5             | "間違いだらけの恋人選び" "The One with Joey's New Girlfriend"             | ゲイル・マンキューソ         | グレゴリー・S・マリンズ & マイケル・カーティス                                                                              | 1997年10月30日 | 466605       | 24.4                |
| フィービーは風邪を引いたことで歌声が良くなるが、完治してしまったために逆に苛立つ。ロスはレイチェルに新しいガールフレンドを見せつけることで嫉妬させようとするが、最終的に振られる。チャンドラーはジョーイの新しいガールフレンドのキャシーに夢中になる。 |               |                                                                           |                              | |                |              |                     |
| 79 | 6             | "恋人はダーティー・ガール" "The One with the Dirty Girl"                  | シェリー・ジェンセン         | シャナ・ゴールドバーグ＝ミーハン & スコット・シルヴェリ                                                                     | 1997年11月6日  | 466606       | 25.7                |
| フィービーはモニカの葬式でのケータリングの仕事を手伝うが、未亡人は料金の支払いを渋る。チャンドラーはジョーイからのキャシーの誕生日プレゼントを探すのに苦労する。ロスは新しいガールフレンドを作るが、彼女の汚部屋暮らしに驚愕する。レイチェルは自力でクロスワードパズルを完成させようとする。 |               |                                                                           |                              | |                |              |                     |
| 80 | 7             | "From ジョーイ To チャンドラー" "The One Where Chandler Crosses the Line" | ケヴィン・S・ブライト        | アダム・チェイス | 1997年11月13日 | 466607       | 26.4                |
| ロスは長年辞めていたキーボードの演奏を再開するが、フィービー以外の全員から不評を買う。チャンドラーのキャシーへの想いは限界に達してキスを交わし、ジョーイに真実を明かすと彼は激怒する。 |               |                                                                           |                              | |                |              |                     |
| 81 | 8             | "チャンドラーの箱" "The One with Chandler in a Box"                       | ピーター・ボナーズ           | マイケル・ボルコウ | 1997年11月20日 | 466608       | 26.8                |
| 感謝祭の間、ジョーイはチャンドラーを箱に入れて反省させる。ロスはレイチェルへのプレゼントが全て交換されていたことを知って憤慨するが、彼女は彼に重要な物は保管していることを示す。モニカはリチャードの息子で眼科医のティムに夢中になり、感謝祭のディナーに招く。 |               |                                                                           |                              | |                |              |                     |
| 82 | 9             | "モニカは夢の料理人!?" "The One Where They're Going to Party!"            | ピーター・ボナーズ           | テッド・コーエン & アンドリュー・ライヒ                                                                                     | 1997年12月11日 | 466609       | 23.9                |
| モニカとフィービーは新しいケータリング・ビジネスのためにバンを買うが、モニカはアレサンドロというレストランの批評を書いたことで料理長の仕事が舞い込む。レイチェルは会社の別部門でのアシスタント・バイヤーの仕事を得るために面接を受けるが、現上司から妨害されてショックを受ける。ロスとチャンドラーは友人のマイク・"ガンダルフ"・ガンダーソンがやってくることを知って興奮する。 |               |                                                                           |                              | |                |              |                     |
| 83 | 10            | "ロスは遠距離恋愛がお好き" "The One with the Girl from Poughkeepsie"      | ゲイリー・ハルヴォーソン     | スコット・シルヴェリ | 1997年12月18日 | 466612       | 23.2                |
| チャンドラーは同僚の1人とレイチェルを付き合わせようとするが失敗する。アレサンドロのスタッフに嫌われているモニカはジョーイを使って威厳を見せつけようとする。ロスは近所のかわいらしい女性と北部の楽しい女性の間で揺れる。フィービーは友人のためにクリスマスソングを書こうとするが、韻を踏むのに苦労する。 |               |                                                                           |                              | |                |              |                     |
| 84 | 11            | "フィービー、ママになるの?" "The One with Phoebe's Uterus"                | デヴィッド・スタインバーグ   | セス・カーランド | 1998年1月8日   | 466610       | 23.7                |
| モニカとレイチェルはキャシーをベッドの上で満足させたいチャンドラーにアドバイスを送る。ロスはジョーイに博物館のツアーガイドの仕事を与えるが、昼食時にロスは別のテーブルに座ったためにジョーイは失望する。フィービーは弟のフランクとその高齢の妻のアリスから代理出産を頼まれる。 |               |                                                                           |                              | |                |              |                     |
| 85 | 12            | "チャンドラーの仕事は何?" "The One with the Embryos"                      | ケヴィン・S・ブライト        | ジル・コンドン & エイミー・トゥーミン                                                                                       | 1998年1月15日  | 466611       | 27.1                |
| ジョーイとチャンドラーはモニカとチャンドラーと誰がより知り尽くしているかで論争となり、ロスはクイズ勝負を主催し、負けた場合男性陣はヒヨコとアヒルを手放し、女性陣は部屋を交換するという賭けをする。フィービーは病院で弟夫婦の受精卵を注入し、上手く妊娠できているかどうか不安になる。 - このエピソードは2009年の『TV Guide』の「100の偉大なエピソード」で21位にランクインした。 |               |                                                                           |                              | |                |              |                     |
| 86 | 13            | "レイチェルの恋愛白書" "The One with Rachel's Crush"                      | ダナ・デヴァリー・ピアッツァ | シャナ・ゴールドバーグ＝ミーハン                                                                                            | 1998年1月29日  | 466613       | 25.3                |
| モニカは自分が「もてなし係」を続けたいと思い、取り替えた部屋を改装する。チャンドラーは舞台上でキャシーが相手の俳優と激しいラブシーンを演じるのを見て不安になる。レイチェルは別の部門に異動になったために会社を辞めたがるが、好みのクライアントのジョシュアが現れたために思いとどまる。 |               |                                                                           |                              | |                |              |                     |
| 87 | 14            | "ジョーイとチャールトン・ヘストン" "The One with Joey's Dirty Day"        | ピーター・ボナーズ           | ウィル・カルフーン | 1998年2月5日   | 466614       | 25.1                |
| チャンドラーは別れたキャシーを乗り越えるために女性陣の協力を得る。レイチェルはジョシュアからクラブのオープニングに招待されるが、一方で上司から彼の姪のエミリーをオペラに連れて行くように頼まれる。ジョーイは釣りに出かけた後に不快な匂いが身体に染みつき、シャワーを浴びずにそのまま仕事（チャールストン・ヘストンと映画で共演）に行く。 |               |                                                                           |                              | |                |              |                     |
| 88 | 15            | "チャンドラー、イエメンに行く!!" "The One with All the Rugby"             | ジェームズ・バロウズ         | 原案: テッド・コーエン & アンドリュー・ライヒ 脚本: ウィル・カルフーン                                                      | 1998年2月26日  | 466617       | 24.4                |
| ロスはエミリーのイギリスの友人たちとラグビーをプレーすることで彼女に強さを見せつけようとする。モニカは用途不明のスイッチを発見してストレスを感じる。チャンドラーはジェニスに再会してしまい、彼女から逃げるためにあらゆる措置を講じる。 |               |                                                                           |                              | |                |              |                     |
| 89 | 16            | "レイチェルのラブ・アタック" "The One with the Fake Party"                | マイケル・レンベック         | 原案: アリシア・スカイ・ヴァリナイティス 脚本: スコット・シルヴェリ & シャナ・ゴールドバーグ＝ミーハン                      | 1998年3月19日  | 466615       | 23.1                |
| ベジタリアンであるフィービーはおなかの赤ん坊のために肉を切望し始め、ジョーイに助けを求める。ロスはエミリーがロンドンに帰る前に多くの時間を過ごしたいと考える。一方でレイチェルは仕事以外でジョシュアと会う口実を作るためにエミリーの送別会を開く。 |               |                                                                           |                              | |                |              |                     |
| 90 | 17            | "ロス、イギリスへ行く!!" "The One with the Free Porn"                     | マイケル・レンベック         | 原案: マーク・J・クナース 脚本: リチャード・グッドマン                                                                      | 1998年3月26日  | 466616       | 23.2                |
| フィービーは三つ子を妊娠していることを知って驚き、フランクとアリスを経済支援しようと考える。ロスはモニカに説得されてエミリーを追いかける。チャンドラーとジョーイはテレビでポルノチャンネルを無料で見れることに気付いて喜ぶ。 |               |                                                                           |                              | |                |              |                     |
| 91 | 18            | "レイチェルのセクシー・ドレス" "The One with Rachel's New Dress"          | ゲイル・マンキューソ         | 原案: アンドリュー・ライヒ & テッド・コーエン 脚本: ジル・コンドン & エイミー・トゥーミン                                   | 1998年4月2日   | 466620       | 21.7                |
| フィービーはフランクとアリスから三つ子のうちの1人の命名権を貰い、チャンドラーとジョーイは互いに自分の名前を勧める。ロスはエミリーとスーザンがロンドンに行くため、キャロルの時のように取られるのではないかと心配し、一同は彼が過度に嫉妬深いと指摘する。レイチェルはジョシュアとのデートで着るドレス選びに悩む。 |               |                                                                           |                              | |                |              |                     |
| 92 | 19            | "ロスのプロポーズ" "The One with All the Haste"                           | ケヴィン・S・ブライト        | スコット・シルヴェリ & ウィル・カルフーン                                                                                   | 1998年4月9日   | 466618       | 21.8                |
| モニカとレイチェルはジョーイとチャンドラーから元の部屋を取り戻そうと躍起になり、ニックス戦のチケットで釣ったりフィービーのゲームで賭けようとする。エミリーは再びエミリーがロンドンに戻るのを嫌がったため、彼らは急遽結婚を決める。 |               |                                                                           |                              | |                |              |                     |
| 93 | 20            | "マイ・ウェディングドレス" "The One with All the Wedding Dresses"         | ゲイル・マンキューソ         | 原案: アダム・チェイス 脚本: グレゴリー・S・マリンズ & マイケル・カーティス                                                 | 1998年4月16日  | 466621       | 21.9                |
| チャンドラーはジョーイの激しいいびきに不満を抱いたために彼を睡眠クリニックに行かせる。レイチェルはロスが婚約した事実を受け入れるのに苦労し、自分もジョシュアに結婚を迫ろうとする。モニカとフィービーはエミリーのウェディングドレスを預かり、自分たちでも着て楽しむ。 |               |                                                                           |                              | |                |              |                     |
| 94 | 21            | "二人の思い出、ロスとレイチェル" "The One with the Invitation"            | ピーター・ボナーズ           | セス・カーランド | 1998年4月23日  | 466619       | 21.5                |
| このエピソードは総集編である。フィービーは妊娠のためにロンドンでのロスの結婚式に出席できない。ロスはレイチェルも結婚式に招待するが、彼女はそれを見るのがあまりにもつらいので行かないことにする。 |               |                                                                           |                              | |                |              |                     |
| 95 | 22            | "消えた指輪の行方" "The One with the Worst Best Man Ever"                 | ピーター・ボナーズ           | 原案: セス・カーランド 脚本: グレゴリー・S・マリンズ & マイケル・カーティス                                                 | 1998年4月30日  | 466622       | 23.2                |
| レイチェルとモニカはマタニティブルーに陥るフィービーのためにベビーシャワーを開く。ロスはジョーイを付き添い人に選ぶが、ジョーイは結婚指輪を紛失してしまう。 |               |                                                                           |                              | |                |              |                     |
| 9697 | 2324          | "ロスの結婚式" "The One with Ross's Wedding"                              | ケヴィン・S・ブライト        | マイケル・ボーコウ原案: ジル・コンドン & エイミー・トゥーミン 脚本: シャナ・ゴールドバーグ＝ミーハン & スコット・シルヴェリ | 1998年5月7日   | 466623466624 | 31.6                |
| レイチェルとフィービー以外の全員がロスとエミリーの結婚式のためにロンドンに行く。ロスとエミリーは結婚式場の教会が取り壊されていることを知って驚き、モニカはエミリーに延期を勧める。ニューヨークではフィービーがレイチェルにロスを忘れさせようとするが失敗し、レイチェルはロスに気持ちを伝えるためにロンドンへと出発する。ロスとモニカは教会の跡地を素晴らしい結婚式場に飾り付けてエミリーを驚かせる。ジョーイはホームシックになるが花嫁側の招待客によって元気づけられる。フィービーは何度もロンドンに電話してレイチェルを止めようとする。レイチェルはロンドンに到着するが結局ロスに気持ちを伝えるのを止める。モニカとチャンドラーは寝てしまい、他の皆にそれを隠そうとする。結婚式の誓いの言葉でロスはエミリーではなくレイチェルの名前を言ってしまう。 |               |                                                                           |                              | |                |              |                     |

## レイティング
| No. in シリーズ | No. in シーズン | エピソード                       | 放送日         | 放送枠 (EST)   | レイティング/シェア (18-49) | 視聴者数 (百万) | 週間 順位 | 参照  |
| --------------- | --------------- | -------------------------------- | -------------- | -------------- | --------------------------- | --------------- | --------- | ----- |
| 74              | 1               | 渚でロスとレイチェル・・・その後 | 1997年9月25日  | 木曜 8:00 p.m. | 19.5/32                     | 29.4            | 4         | [ 3 ] |
| 75              | 2               | 迷い猫に母の魂?!                 | 1997年10月2日  | 木曜 8:00 p.m. | 17.6/30                     | 25.5            | 4         | [ 3 ] |
| 76              | 3               | チャンドラー監禁                 | 1997年10月9日  | 木曜 8:00 p.m. | 16.7/28                     | 24.0            | 4         | [ 3 ] |
| 77              | 4               | ジョーイのShall Weダンス?        | 1997年10月16日 | 木曜 8:00 p.m. | 16.4/28                     | 24.3            | 5         | [ 3 ] |
| 78              | 5               | 間違いだらけの恋人選び           | 1997年10月30日 | 木曜 8:00 p.m. | 16.3/26                     | 24.4            | 7         | [ 3 ] |
| 79              | 6               | 恋人はダーティー・ガール         | 1997年11月6日  | 木曜 8:00 p.m. | 17.5/28                     | 25.7            | 5         | [ 3 ] |
| 80              | 7               | FromジョーイToチャンドラー       | 1997年11月13日 | 木曜 8:00 p.m. | 18.2/29                     | 26.4            | 3         | [ 3 ] |
| 81              | 8               | チャンドラーの箱                 | 1997年11月20日 | 木曜 8:00 p.m. | 18.4/29                     | 26.8            | 5         | [ 3 ] |
| 82              | 9               | モニカは夢の料理長!?             | 1997年12月11日 | 木曜 8:00 p.m. | 16.1/26                     | 23.9            | 5         | [ 3 ] |
| 83              | 10              | ロスは遠距離恋愛がお好き         | 1997年12月18日 | 木曜 8:00 p.m. | 15.2/26                     | 23.2            | 5         | [ 3 ] |
| 84              | 11              | フィービー、ママになるの?        | 1998年1月8日   | 木曜 8:00 p.m. | 15.7/24                     | 23.7            | 5         | [ 3 ] |
| 85              | 12              | チャンドラーの仕事は何?          | 1998年1月15日  | 木曜 8:00 p.m. | 17.3/27                     | 27.1            | 4         | [ 3 ] |
| 86              | 13              | レイチェルの恋愛白書             | 1998年1月29日  | 木曜 8:00 p.m. | 16.9/27                     | 25.3            | 4         | [ 3 ] |
| 87              | 14              | ジョーイとチャールトン・ヘストン | 1998年2月5日   | 木曜 8:00 p.m. | 17.0/26                     | 25.1            | 6         | [ 3 ] |
| 88              | 15              | チャンドラー、イエメンに行く!!   | 1998年2月26日  | 木曜 8:00 p.m. | 16.5/26                     | 24.4            | 5         | [ 3 ] |
| 89              | 16              | レイチェルのラブ・アタック       | 1998年3月19日  | 木曜 8:00 p.m. | 15.9/26                     | 23.1            | 3         | [ 3 ] |
| 90              | 17              | ロス、イギリスへ行く!!           | 1998年3月26日  | 木曜 8:00 p.m. | 15.9/27                     | 23.2            | 5         | [ 3 ] |
| 91              | 18              | レイチェルのセクシー・ドレス     | 1998年4月2日   | 木曜 8:00 p.m. | 14.9/24                     | 21.7            | 3         | [ 3 ] |
| 92              | 19              | ロスのプロポーズ                 | 1998年4月9日   | 木曜 8:00 p.m. | 15.4/27                     | 21.8            | 4         | [ 3 ] |
| 93              | 20              | マイ・ウェディングドレス         | 1998年4月16日  | 木曜 8:00 p.m. | 15.3/26                     | 21.9            | 5         | [ 3 ] |
| 94              | 21              | 二人の思い出、ロスとレイチェル   | 1998年4月23日  | 木曜 8:00 p.m. | 15.3/27                     | 21.5            | 5         | [ 3 ] |
| 95              | 22              | 消えた指輪の行方                 | 1998年4月30日  | 木曜 8:00 p.m. | 16.0/27                     | 23.2            | 5         | [ 3 ] |
| 96 97           | 23 24           | ロスの結婚式                     | 1998年5月7日   | 木曜 8:00 p.m. | 21.2/35                     | 31.6            | 3         | [ 3 ] |

## 受賞とノミネート
| 賞                                | 部門                                              | 候補者 | 候補者 | 結果       |
| --------------------------------- | ------------------------------------------------- | --- | --- | ---------- |
| アメリカン・コメディ賞            | テレビシリーズ助演女優賞                          | ジェニファー・アニストン | ジェニファー・アニストン | ノミネート |
| アメリカン・コメディ賞            | テレビシリーズ助演女優賞                          | コートニー・コックス | コートニー・コックス | ノミネート |
| アメリカン・コメディ賞            | テレビシリーズ助演女優賞                          | リサ・クドロー | リサ・クドロー | ノミネート |
| 英国アカデミーテレビ賞            | 外国テレビ番組賞                                  | N/A | N/A | 受賞       |
| ゴールデングローブ賞              | テレビシリーズ作品賞 (コメディ・ミュージカル部門) | N/A | N/A | ノミネート |
| キッズ・チョイス・アワード        | テレビ女優賞                                      | ジェニファー・アニストン | ジェニファー・アニストン | ノミネート |
| オンライン映画&テレビジョン協会賞 | コメディシリーズ賞                                | N/A | N/A | ノミネート |
| オンライン映画&テレビジョン協会賞 | コメディシリーズ監督賞                            | シェリー・ジェンセン ピーター・ボナーズ ゲイル・マンキューソ ケヴィン・S・ブライト ゲイリー・ハルヴォーソン デヴィッド・スタインバーグ ダナ・デヴァリー・ピアッツァ ジェームズ・バロウズ マイケル・レンベック                                                                                            | シェリー・ジェンセン ピーター・ボナーズ ゲイル・マンキューソ ケヴィン・S・ブライト ゲイリー・ハルヴォーソン デヴィッド・スタインバーグ ダナ・デヴァリー・ピアッツァ ジェームズ・バロウズ マイケル・レンベック                                                                                            | ノミネート |
| オンライン映画&テレビジョン協会賞 | コメディシリーズ脚本賞                            | ウィル・カルフーン ジル・コンドン エイミー・トゥーミン セス・カーランド テッド・コーエン アンドリュー・ライヒ グレゴリー・S・マリンズ マイケル・カーティス シャナ・ゴールドバーグ＝ミーハン スコット・シルヴェリ アリシア・スカイ・ヴァリナイティス マーク・クネース アダム・チェイス マイケル・ボーコウ | ウィル・カルフーン ジル・コンドン エイミー・トゥーミン セス・カーランド テッド・コーエン アンドリュー・ライヒ グレゴリー・S・マリンズ マイケル・カーティス シャナ・ゴールドバーグ＝ミーハン スコット・シルヴェリ アリシア・スカイ・ヴァリナイティス マーク・クネース アダム・チェイス マイケル・ボーコウ | ノミネート |
| オンライン映画&テレビジョン協会賞 | コメディシリーズ助演男優賞                        | マシュー・ペリー | マシュー・ペリー | ノミネート |
| オンライン映画&テレビジョン協会賞 | コメディシリーズ助演女優賞                        | リサ・クドロー | リサ・クドロー | ノミネート |
| オンライン映画&テレビジョン協会賞 | シリーズアンサンブル賞                            | ジェニファー・アニストン コートニー・コックス リサ・クドロー マット・ルブランク マシュー・ペリー デヴィッド・シュワイマー | ジェニファー・アニストン コートニー・コックス リサ・クドロー マット・ルブランク マシュー・ペリー デヴィッド・シュワイマー | ノミネート |
| オンライン映画&テレビジョン協会賞 | コメディシリーズアンサンブル賞                    | ジェニファー・アニストン コートニー・コックス リサ・クドロー マット・ルブランク マシュー・ペリー デヴィッド・シュワイマー | ジェニファー・アニストン コートニー・コックス リサ・クドロー マット・ルブランク マシュー・ペリー デヴィッド・シュワイマー | ノミネート |
| プライムタイム・エミー賞          | コメディシリーズ助演女優賞                        | リサ・クドロー | 「ロスの結婚式」 | 受賞       |